# Pethia stoliczkana
Cá đòng đong Stoliczkana (Danh pháp khoa học: Pethia stoliczkana) là một loài cá nước ngọt nhiệt đới thuộc họ Cyprinid có nguồn gốc thượng lưu sông Mekong, Salwen, Irrawaddy và trên lưu vực Charo Phraya ở các nước Nepal, Ấn Độ, Pakistan, Myanmar, Bangladesh, Lào, Thái Lan và Sri Lanka.

## Đặc điểm
Pethia stoliczkana có tổng thể màu bạc-màu xanh lá cây với một đốm đen kéo dài theo chiều dọc phía sau mang, và một đốm đen kéo dài theo chiều dọc trên cuống đuôi. Các vây lưng của một con đực đang trong độ sinh hoạt tình dục là có màu đỏ với một biên độ màu đen và hai hàng đốm đen. Nó không có râu và vây lưng đơn giản cuối cùng có hình dạng răng cưa phía sau. Nó phát triển đến chiều dài tối đa là 5 cm (2,0 in).
Pethia stoliczkana có tầm quan trọng thương mại trong ngành công nghiệp nuôi giữ và trưng bày cá cảnh và được sử dụng để tạo ra các biến thể lai cũng để cung cấp cho dân chơi cá cảnh. Loại cá này là một trong nhiều loài trải qua các thay đổi trong phân loại phân loại của chúng. Loài này thường bị nhầm lẫn với Pethia ticto, một loài có liên quan và tương tự từ các khu vực địa lý tương đồng.